# UFC Fight Night: Namajunas vs. VanZant
UFC Fight Night: Namajunas vs. VanZant (também conhecido como UFC Fight Night 80) é um evento de artes marciais mistas promovido pelo Ultimate Fighting Championship, é esperado para ocorrer em 10 de dezembro de 2015 no The Chelsea at The Cosmopolitan em Las Vegas, Nevada.

## Background
O evento era esperado para ter como luta principal a luta entre as palhas femininas Paige VanZant e a escocesa Joanne Calderwood. No entanto, uma lesão tirou Calderwood do evento e ela foi substituída pela ex-desafiante Rose Namajunas. Essa será a primeira luta feminina da organização a ter 5 rounds e não valer cinturão.
Esse será o primeiro evento do UFC a acontecer neste local, e será o primeiro de três eventos do UFC em três dias em Las Vegas. Esse também será o primeiro card na América do Norte a ser transmitido exclusivamente pelo UFC Fight Pass.
A luta entre os meio médios Sheldon Westcott e Edgar Garcia aconteceria nesse evento, no entanto, foi movida para o UFC 195.
Lyman Good era esperado para enfrentar Omari Akhmedov no card. No entanto, uma lesão o tirou da luta e ele foi substituído por Sérgio Moraes.
Michael Graves era esperado para enfrentar Danny Roberts no evento. No entanto, uma lesão tirou Graves da luta e ele foi substituído por Nathan Coy.

## Bônus da Noite
- Luta da Noite:  Michael Chiesa vs.  Jim Miller
- Performance da Noite:  Rose Namajunas e  Tim Means